# Federação Internacional de Sociedades de Remo
A Federação Internacional de Sociedades de Remo (em francês: Fédération Internationale dês Sociétés d’Aviron, FISA) é a organização que se dedica a regular as normas do desporto do remo a nível mundial, bem como de celebrar periodicamente competições e eventos.
Foi fundada o 25 de junho de 1892 em Turim (Itália) e tem desde 1996 sua sede em Lausana (Suíça). Conta, em 2006, com a afiliação de 126 federações nacionais.

## História
- 1892: fundação da FISA. O primeiro presidente é o canadiano Les McDonald.

- 1893: primeiro Campeonato Europeu de Remo celebrado na localidade italiana de Orta.

- 1900: primeiro torneio olímpico de remo celebrado nos Jogos Olímpicos de Paris 1900.

- 1962: primeiro Campeonato Mundial de Remo celebrado em Lausana.

## Disciplinas
A FISA organiza actualmente competições em 23 disciplinas —14 masculinas e 9 femininas— (das quais 14 —8 masculinas e 6 femininas— estão contempladas no programa olímpico actual):

### Categorias masculinas
- M1X – scull individual ou skiff
- M2X – duplo scull ou duplo par
- M4X – cuádruple scull ou quatro par
- M2- – dois sem timonel
- M2+ – dois com timonel
- M4- – quatro sem timonel
- M4+ – quatro com timonel
- M8+ – oito com timonel
- LM1X – scull individual ou skiff ligeiro
- LM2X – duplo scull ou duplo par ligeiro
- LM4X – quadruple scull ou quatro par ligeiro
- LM2- – dois sem timonel ligeiro
- LM4- – quatro sem timonel ligeiro
- LM8+ – oito com timonel ligeiro

### Categorias femininas
- W1X – scull individual ou skiff
- W2X – duplo scull ou duplo par
- W4X – quadruple scull ou quatro par
- W2- – dois sem timonel
- W4- – quatro sem timonel
- W8+ – oito com timonel
- LW1X – scull individual ou skiff ligeiro
- LW2X – duplo scull ou duplo par ligeiro
- LW4X – quadruple scull ou quatro par ligeiro

## Eventos
A FISA tem como missão organizar e coordenar numerosas competições de remo a nível internacional, entre as que destacam:
- Torneio de remo nos Jogos Olímpicos
- Campeonato Mundial de Remo
- Copa Mundial de Remo
- Campeonato Mundial Sub-23 de Remo
- Campeonato Mundial Juvenil de Remo
- Campeonato Europeu de Remo

## Organização
A estrutura hierárquica da FISA está conformada pelo Presidente, o Comité Executivo, o Corpo Técnico e o Congresso.

### Presidentes
| No. | Nome                    | País   | Período     |
| --- | ----------------------- | ------ | ----------- |
| 1   | Eugène Baud*            | Suíça  | 1923 – 1926 |
| 2   | Rico Fioroni            | Suíça  | 1926 – 1949 |
| 3   | Gaston Mullegg          | Suíça  | 1949 – 1958 |
| 4   | Thomas Keller           | Suíça  | 1958 – 1989 |
| 5   | Denis Oswald            | Suíça  | 1989 – 2014 |
| 6   | Jean-Christophe Rolland | França | 2014 –      |

* – Até 1923, a FISA não contava com um presidente fixo.

### Federações nacionais
A FISA conta em 2011 com a afiliação de 130 federações nacionais dos cinco continentais:
| África (24) | América (26) | Ásia (32) | Europa (43) | Oceania (5)                                         |
| --- | --- | --- | --- | --------------------------------------------------- |
| Argélia · Angola · Burquina Fasso · Camarões · Costa do Marfim · Egito · Gana · Quênia · Líbia · Madagáscar · Marrocos · Moçambique · Níger · Nigéria · Essuatíni · Senegal · Somália · África do Sul · Sudão · Togo · Tunísia · Uganda · Zâmbia · Zimbabwe | Argentina · Barbados · Bermudas · Bolívia · Brasil · Canadá · Chile · Colômbia · Costa Rica · Cuba · República Dominicana · Equador · El Salvador · Estados Unidos · Guatemala · Honduras · Ilhas Caimã · Jamaica · México · Nicarágua · Panamá · Paraguai · Peru · Porto Rico · Uruguai · Venezuela | Afeganistão · Bangladesh · Bahrein · China · Coreia do Sul · Coreia do Norte · Emirados Árabes Unidos · Filipinas · Hong Kong · Índia · Indonésia · Irão · Iraque · Japão · Jordânia · Cazaquistão · Quirguistão · Kuwait · Líbano · Malásia · Myanmar · Paquistão · Palestina · Catar · Singapura · Síria · Sri Lanka · Tailândia · Taiwan · Turquemenistão · Uzbequistão · Vietname | Albânia · Alemanha · Armênia · Áustria · Azerbaijão · Bélgica · Bielorrússia · Bulgária · Chipre · Croácia · Dinamarca · Eslováquia · Eslovênia · Espanha · Estónia · Finlândia · França · Geórgia · Gibraltar · Grécia · Hungria · Irlanda · Islândia · Israel · Itália · Letônia · Lituânia · Macedônia do Norte · Moldávia · Mónaco · Noruega · Países Baixos · Polónia · Portugal · Reino Unido · Chéquia · Roménia · Rússia · Sérvia · Suécia · Suíça · Turquia · Ucrânia | Austrália · Nova Zelândia · Samoa · Tonga · Vanuatu |